# جک و جیل
جک و جیل یک فیلم کمدی خانوادگی آمریکایی است که در سال ۲۰۱۱ ساخته شد. این فیلم با بازی آدام سندلر و کارگردانی دنیس دوگان در لندن فیلمبرداری شده است. این فیلم در نوامبر ۲۰۱۱ و به وسیله کلمبیا پیکچرز توزیع شد.
این فیلم برنده تمشک طلایی بدترین فیلم شد.

## چکیده داستان
در لس آنجلس، جک ساسلشتاین مجری تبلیغاتی موفقی است که با همسرش ارین و دو فرزندشان سوفیا و گری، پسری هندو که به فرزندخواندگی پذیرفته اند، زندگی می کند. خواهر دوقلوی بیکارش جیل در یک محله کارگری سکونت دارد و از زمان مرگ مادرشان  تک و تنها زندگی می کند. جیل فعالیتهای مختلفی را در اطراف شهر انجام می دهد، مانند شرکت در بازی نمایشی بهای منصفانه ای است، رفتن به اسب سواری، و گشت و گذار در یک استودیو. همه فکر می کنند چیزی که جیل در زندگی به آن نیاز دارد فقط یک شریک زندگی است، جک و بچه ها به جیل یاد می دهند که چگونه از یک سایت دوستیابی آنلاین استفاده کند. با این حال، تلاش های جیل برای پیدا کردن شریک زندگی بیهوده است.
در همین حال مشتری آژانس جک از او می خواهد که از آل پاچینو بازیگر سینما بخواهد در یک آگهی تجاری دانکن دونات ظاهر شود تا قهوه جدیدی به نام «دانکاچینو» را تبلیغ کند. جک جیل را به همراه پاچینو برای دیدن بازی تیم بسکتبال لاکرز   می برد. پاچینو جک را نادیده می گیرد، اما شیفته جیل می شود، چرا که او و جیل در یک خیابان بزرگ شده اند، بنابراین پاچینو شماره تلفنش را به جیل می دهد. پاچینو جیل را به خانه اش می آورد، ولی جیل به او بی علاقه است، وخیلی زود او را ترک می کند. فلیپه باغبان مکزیکی جک که باندازه جیل احساسات تندی دارد، او را می برد تا با خانواده اش در جشن سالانه شان دیدار کند و در آنجا جیل با همه درگیر می شود.
پاچینو از انجام آگهی تجاری خودداری می کند مگر اینکه جک وعده دیدار دیگری با جیل به او بدهد و جک را مجبور می کند جیل را به یک سفر دریایی با کشتی گردشی که در ابتدا فقط برای خانواده خود برنامه ریزی کرده بود، دعوت کند. با این حال، جیل باز هم از دیدن پاچینو خودداری می کند، بنابراین جک خود را به شکل خواهرش در می آورد و با بازیگر سینما سر قرار می رود. جیل (با شنیدن صدای پاچینو پای تماس تلفنی با برادرش) می فهمد که او دعوت شده است فقط به برای اینکه پاچینو آگهی تجاری را انجام دهد، و از روی انزجار به خانه برانوکس برمی گردد.
جک که احساس گناه می کند و همچنین ارین و بچه ها به دنبالش می روند. در شب سال نو جیل با گروهی از همکلاسی ها و قلدرهای سابق به رهبری مونیکا در یک رستوران مواجه می شود. جک، ارین و بچه هایشان حاضر می شوند، خواهر و برادر دوقلو با زبان دوقلوی همسان شکل گرفته و من درآوردی خود با هم آشتی می کنند. وقتی مونیکا به ارین حمله می کند، جیل با خونسردی با اومقابله می کند. پاچینو می رسد و به جیل می گوید هر چند نسبت به او احساساتی دارد، ولی برای جیل مرد دیگری شایسته تر از او وجود دارد. جیل به خانه می رود تا فلیپه و فرزندانش را پیدا کند و در آنجا با هم رابطه ای را آغاز می کنند. آگهی تجاری تلویزیونی با بازی و آواز رپ خوانی پاچینو ساخته می شود، ولی او آن را تأیید نمی کند.